# Erwin Zwart
Erwin Zwart (6 november 1990, Heerenveen) is een Nederlands korfballer. Hij speelt zijn gehele spelerscarrière in de Korfbal League bij LDODK. Zijn oudere broer, André Zwart was ook basisspeler in de hoofdmacht van LDODK. Daarnaast was Zwart van 2014 tot en met 2019 een speler van het Nederlands korfbalteam.
In 2024 nam Zwart afscheid van korfbal op het hoogste niveau.

## Carrière bij LDODK
Erwin Zwart begon met korfbal bij LDODK en doorliep hier de jeugdteams.
In 2009 promoveerde LDODK in de zaalcompetitie van de Overgangsklasse naar de Hoofdklasse.
In het eerste seizoen in de Hoofdklasse deed LDODK meteen goede zaken. Het eindigde als 1e in de Hoofdklasse A, maar verloor in de play-offs van DVO.
In 2011-2012 werd LDODK 2e in de Hoofdklasse B en speelde in de play-offs tegen Tempo. In 3 wedstrijden won LDODK en plaatste zich hierdoor voor de Hoofdklasse Finale. Tegenstander in deze finale was OVVO en LDODK won de finale met 22-20, waardoor het direct promoveerde naar de Korfbal League.
In 2014 promoveerde LDODK in de veldcompetitie ook naar de hoogste klasse, de Ereklasse, waardoor het vanaf 2014 in beide competities op het hoogste niveau uitkomt.
Sinds 2012 speelt LDODK in de Korfbal League en in seizoen 2016-2017 stond de ploeg voor het eerst in de play-offs. LDODK eindigde in de competitie als 3e en speelde de play-off serie tegen het als nummer 2 geplaatste TOP. LDODK verloor de play-offs echter in 2 wedstrijden. In de veldcompetitie in hetzelfde seizoen deed LDODK het ook goed. Na de reguliere competitie stond de ploeg met 13 punten op een 2e plek, waardoor ze ook kruisfinale mochten spelen. In de kruisfinale was PKC de tegenstander en LDODK won met 22-18, waardoor het in de veldfinale terecht kwam. In de veldfinale was het Amsterdamse AKC Blauw-Wit de tegenstander. De wedstrijd werd een walk-over voor Blauw-Wit, want LDODK verloor kansloos met 22-12.
In seizoen 2018-2019 gebeurde hetzelfde met LDODK. Het draaide een sterk seizoen en werd 3e, waardoor weer de play-offs werden behaald. Echter ging het mis in de play-off serie tegen PKC. In 2 wedstrijden won PKC. Ook in de veldcompetitie behaalde LDODK de kruisfinale. In de kruisfinale versloeg LDODK het Sassenheimse TOP met 21-19, waardoor Zwart voor de tweede keer in zijn carrière in de veldfinale stond. In de veldfinale was DOS'46 de tegenstander, maar LDODK verloor met 18-14.
Seizoen 2019-2020 werd niet uitgespeeld vanwege COVID-19.
In het seizoen 2020-2021 plaatste LDODK zich als 4e in Poule A voor de play-offs en kwamen uit tegen de nummer 1 van Poule B; Fortuna. Fortuna won de eerste wedstrijd van de best-of-3, maar LDODK de tweede. Dit was de eerste play-off overwinning in de Korfbal League geschiedenis van LDODK. Er moest een derde, beslissende wedstrijd worden gespeeld, maar LDODK verloor deze. Zodoende strandde LDODK dit zaalseizoen in de eerste play-off ronde. Wel was er individueel succes voor Zwart, want in dit seizoen werd hij (samen met Mick Snel) de topscoorder van de Korfbal League.
In het volgende seizoen, 2021-2022 was aan het begin van seizoen Dico Dik de nieuwe hoofdcoach bij de ploeg. Onder zijn leiding deed LDODK het wat matig. De club greep al in december 2021 in en zette Dik op non actief. Gerald Aukes werd ad interim aangesteld als coach om het seizoen af te maken. Aan het eind van de eerste competitiefase had LDODK 10 punten uit 10 wedstrijden, wat voldoende was om zich te plaatsen voor de kampioenspoule. Tot de laatste speelronde maakte LDODK aanspraak op het laatste play-off ticket, maar toch ging het mis. LDODK werd 5e in de kampioenspoule, waardoor het net de play-offs mis liep.
In seizoen 2022-2023 had LDODK een wisselvallig seizoen. Zo had de ploeg zich voorafgaand aan het seizoen versterkt met international Harjan Visscher. Wel was er individueel wat pech voor Zwart, want hij raakte in speelronde 2 geblesseerd. Het herstel duurde lang, maar Zwart keerde aan het eind van de competitie terug.
De ploeg stond na de reguliere competitie met 22 punten op de vierde plek, waardoor het zich nipt plaatste voor de play-offs. LDODK moest in de play-offs aantreden tegen het als nummer 1 geplaatste PKC. In de best-of-3 serie verloor LDODK in 2 wedstrijden, waardoor het seizoen in mineur eindigde.
Seizoen 2023-2024 werd voor LDODK een seizoen met twee gezichten. De ploeg was voor aanvang van het seizoen versterkt met international Terrenc Griemink en zo had de ploeg op papier een sterke selectie. Gedurende het zaalseizoen stond de ploeg met regelmaat op de eerste plek. Uiteindelijk haalde LDODK 27 punten uit 18 duels en op basis van onderling resultaat eindigde de ploeg 2e van de competitie. Hierdoor plaatste LDODK zich voor het tweede jaar op rij de play-offs. Tegenstander in de play-off serie was DVO. LDODK had thuisvoordeel in de play-off serie, maar dat bleek geen positief effect te hebben; LDODK verloor twee wedstrijden op rij en was zodoende uitgeschakeld in de race voor de zaalfinale. Na dit seizoen nam LDODK afscheid van spelers Erwin Zwart en Marjolijn Kroon.
Erwin Zwart sloot zijn carrière in de Korfbal League af met 997 goals uit 195 wedstrijden, een gemiddelde van 5,1 per wedstrijd.

## Erelijst
- Topscoorder Korfbal League, 1x (2021)

## Oranje
Sinds 2014 is Erwin Zwart een speler van Oranje. In dienst van Nederland speelde hij 30 officiële interlands. In 2019 nam hij afscheid als speler van Oranje. 
In dienst van Oranje won hij goud op de volgende toernooien:
- EK 2014
- WK 2015
- EK 2016
- World Games 2017
- EK 2018
- WK 2019